# Toyota SAI
Der Toyota SAI ist ein Mittelklasse-Hybrid-Modell des japanischen Automobilherstellers Toyota. Er wurde ab März 2009 nur für den japanischen Markt produziert. Vorbestellungen nahm Toyota ab dem 20. Oktober 2009 auf seiner Webseite an. Schwestermodell ist der Lexus HS 250h, welcher auch in den USA angeboten wurde. Dessen Vertrieb startete im Juli 2009, endete in den USA jedoch bereits im Januar 2012 aufgrund zu geringer Nachfrage.
Der SAI ist ein Fahrzeug des Toyota-D-Segmentes und damit nach eigenen Angaben ein Einsteigermodell der Mittelklasse. Für den Antrieb des SAI sorgt der THS-II mit einem Vierzylinder-Ottomotor des Types 2AZ-FXE mit Leistungen von 96 oder 110 kW (131/150 PS) bei einem Hubraum von 2362 cm³. Der Lexus hingegen wird mit einem nach dem Atkinson-Zyklus arbeitenden 4-Zylinder-Motor ausgerüstet, der zu einer Systemleistung von 139 kW (187 PS) führt. Auch die Aerodynamik wurde verbessert, so dass der cw-Wert bei 0,27 liegt. Dazu führte in erster Linie die neue Gestaltung der Front sowie der neu entwickelte Heckspoiler. Die erstmals verwendeten LED-Leuchten führen – wie der ebenso verfügbare Power-Modus – zu einem niedrigeren Energieverbrauch- und damit Kraftstoff. 
Ausgestattet wird der SAI serienmäßig mit ABS, EBD, Navigationssystem mit Knopfbedienung und LC-Bildschirm, Airbags für alle Insassen, Seitenairbags für Fahrer und Beifahrer, S-VSC, Unfallstabilisatoren, elektronische Fensterheber vorne und hinten, elektronisch einstellbare Außenrückspiegel, Pre-Crash Safety und einer Lenkradhöhenverstellung. Beim Lexus zählen ABS, EBD, Stabilisatoren, ECB, EPS, ein Bremsassistent, Navigationssystem mit Knopfbedienung und LC-Bildschirm, Lederausstattung, Radio mit CD-Spieler, Zwei-Zonen-Klimaautomatik, elektronische Fensterheber vorne und hinten sowie in der US-Version die Lenkradschaltung zur Standardausstattung. 

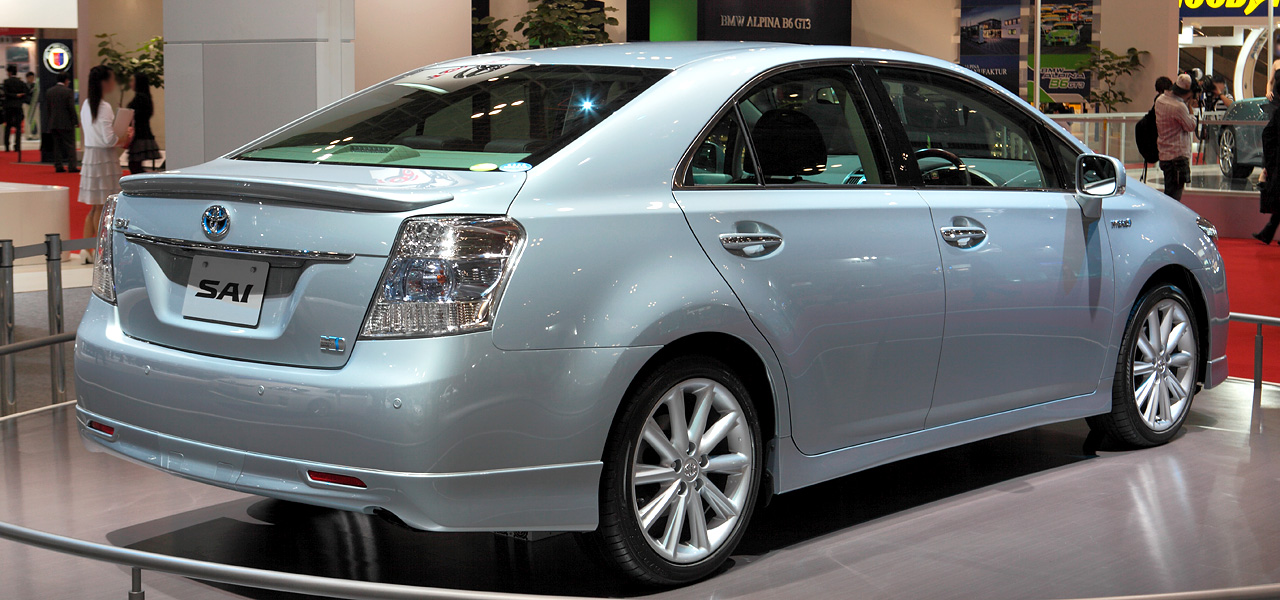
Heckansicht
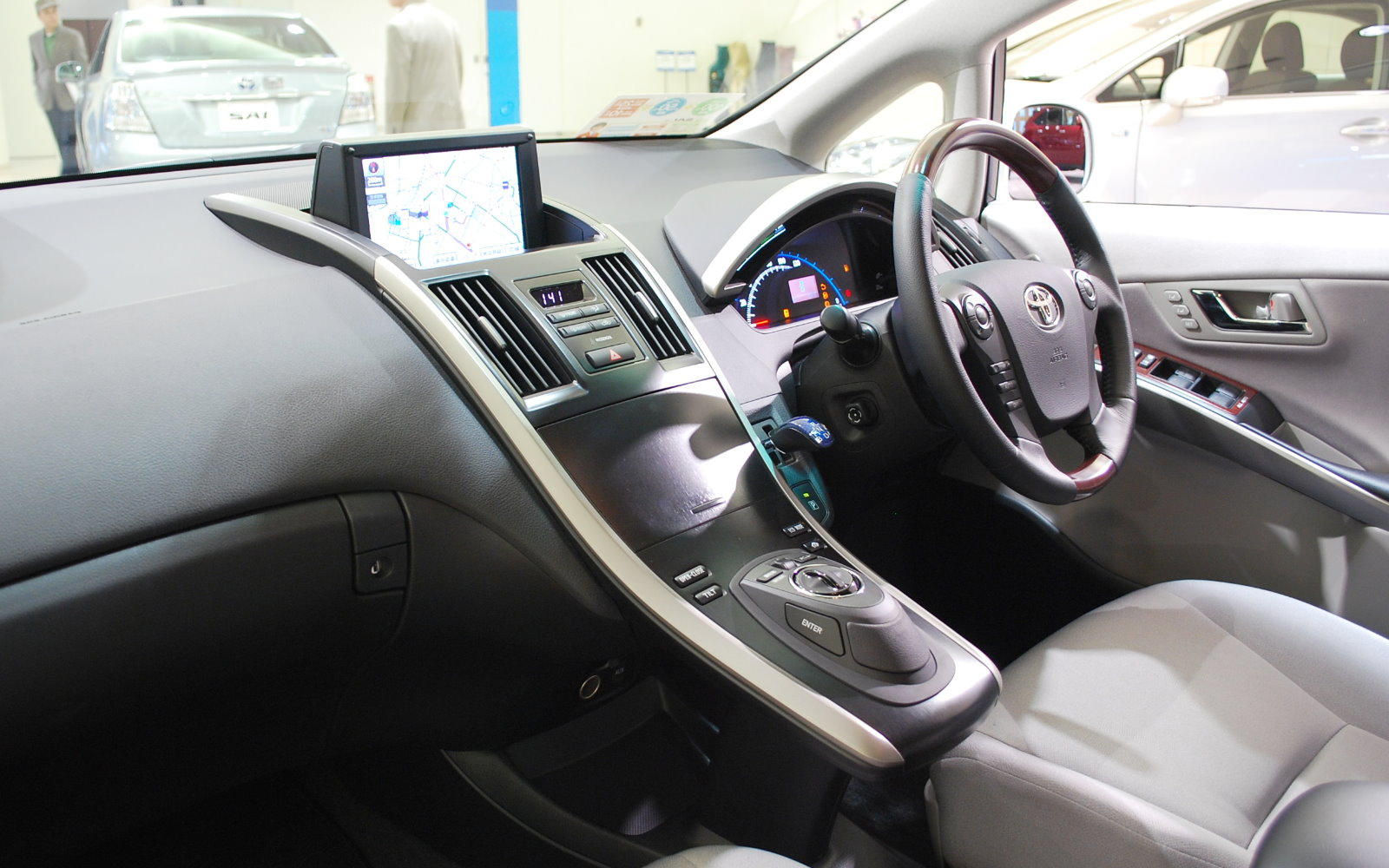
Innenansicht
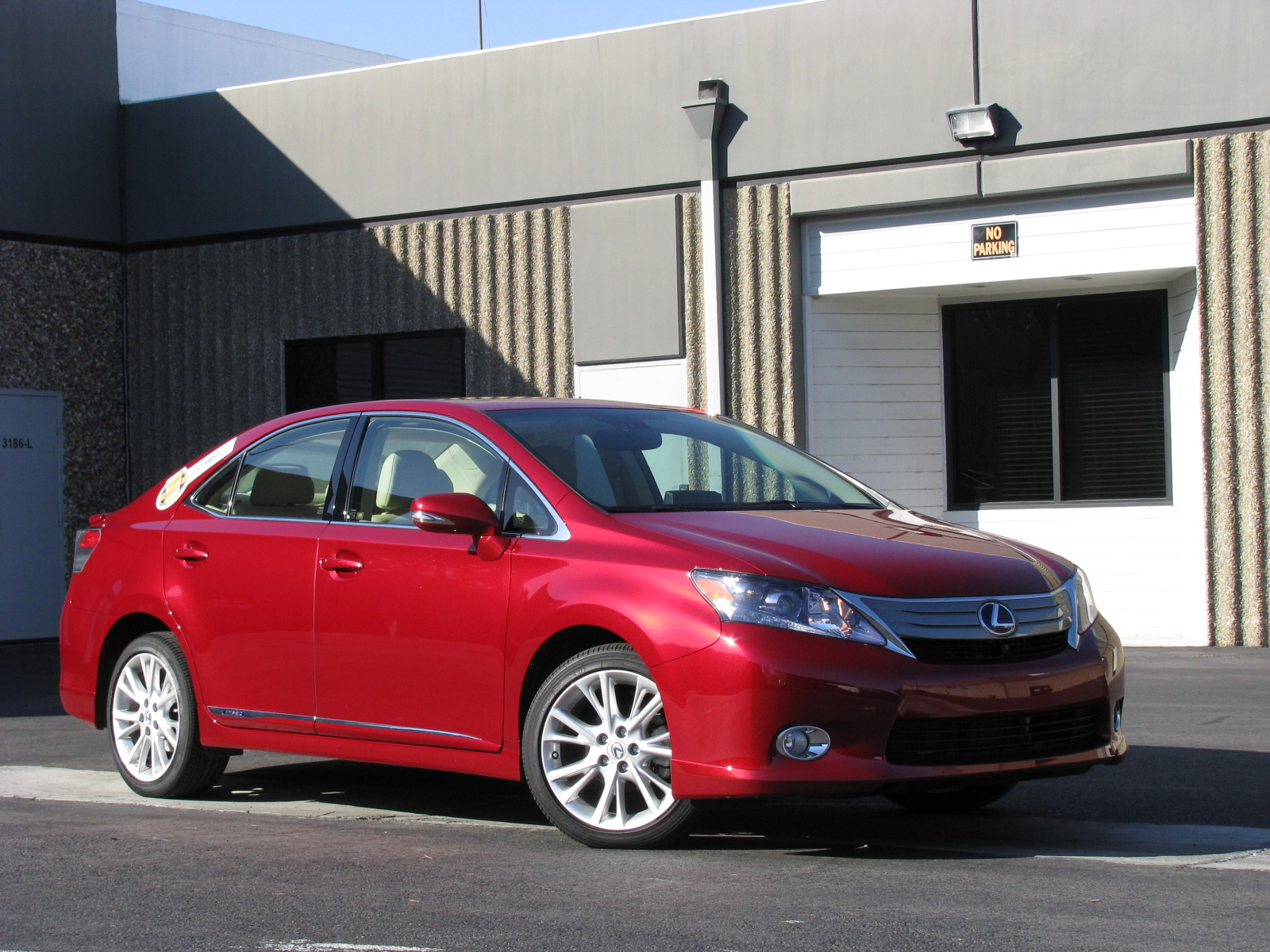
Lexus HS

## Technische Daten
| Kenngrößen                                  | SAI                          |
| Bauzeitraum                                 | 10/2009–11/2017              |
| Motorkenndaten                              |                              |
| Motortyp                                    | R4-Ottomotor + Elektromotor  |
| Hubraum                                     | 2362 cm³                     |
| Verdichtungsverhältnis                      | 12,5 : 1                     |
| max. Leistung                               | 110 kW (150 PS) bei 6000/min |
| max. Leistung E-Motor                       | 30 kW (41 PS)                |
| Leistung Gesamtsystem                       | 138 kW (187 PS)              |
| max. Drehmoment                             | 187 Nm bei 4400/min          |
| max. Drehmoment E-Motor                     | k. A.                        |
| Drehmoment Gesamtsystem                     | k. A.                        |
| Kraftübertragung                            |                              |
| Antrieb, serienmäßig                        | Vorderradantrieb             |
| Getriebe, serienmäßig                       | Stufenloses Getriebe         |
| Messwerte                                   |                              |
| Höchstgeschwindigkeit                       | 180 km/h (abgeregelt)        |
| Beschleunigung, 0–100 km/h                  | 8,8 s                        |
| Kraftstoffverbrauch auf 100 km (kombiniert) | 6,7 l Super                  |
| Tankinhalt                                  | 55 l                         |